# J. Frank Raley
J. Frank Raley, Jr. (Maryland, Estados Unidos, 13 de septiembre de 1926 - Maryland, Estados Unidos, 21 de agosto de 2012) fue un senador estatal demócrata de Maryland, Estados Unidos.

## Biografía
Raley era del condado de Saint Mary, Maryland y creció en una familia de políticos incluyendo a su padre, abuelo y bisabuelo. Creció durante la Gran Depresión, y aprendió acerca de la política a través de su familia a una edad temprana.
Raley asistieó a Charlotte Hall Military Academy y recibió su B.A. en la Universidad de Georgetown.
Como senador estatal, Raley se acredita en gran medida con el suministro de la mayor parte de la infraestructura que se requiere para el desarrollo del condado de St. Mary. De acuerdo con Raley, más de 100 proyectos de ley fueron necesarios para llevar a las escuelas, caminos y puentes a satisfacer la creciente población.
Raley presidió el Comité de Edificios Públicos todo el tiempo que sirvió en el Senado. Él también es un exmiembro de la Comisión de Desarrollo Económico de Maryland y expresidente del Parque Lexington, Maryland en la Cámara de Comercio. Otros cargos desempeñados por Raley incluyen: Miembro de la Comisión de Planificación y Zonificación, 1967-1978, Miembro-en general-, de Tri-County Council para el sur de Maryland, 1967-1988. Miembro de la Comisión Crítica Área de Chesapeake Bay, 1985-90.
Después de perder la reelección al senado, Raley se convirtió en un delegado a la Convención Constituyente de Maryland 1967.